# クリスティーヌ・オートン
クリスティーヌ・オートン（Christine Auten、1969年2月26日 - ）は、アメリカ合衆国の女性声優、女優、プロデューサー、台本作家、音響監督、元：子役。ヒューストン出身。演技力のみならず、出演作の中で披露する歌声も高い評価を受けている。別名はクリスティーヌ・M・オートン(Christine M. Auten)。

## 人物
ヒューストン大学卒業。ヒューストンを中心に活動声優としては1998年にADVフィルムが行っていた『バブルガムクライシス TOKYO 2040』オーディションに応募したことがきっかけでデビュー。2007年からは音響監督としての活動も開始した。

## 出演作品

### テレビアニメ
1999年
- 機動戦艦ナデシコ（久美の母）
- バブルガムクライシス TOKYO 2040（プリス・アサギリ）

2000年
- ガサラキ

2001年
- A.D.POLICE（カレン・ジョーダン）
- プリンセスナイン 如月女子高野球部
- 魔術士オーフェン（アザリー）

2002年
- 鋼鉄天使くるみ
- 超時空要塞マクロス（クローディア・ラサール）

2003年
- 機動天使エンジェリックレイヤー（鈴原萩子）
- 幻想魔伝最遊記（母親）
- 超GALS!寿蘭（寿清香）
- 聖戦士ダンバイン（マーベル・フローズン）
- 聖闘士星矢（鷲星座の魔鈴）
- 南海奇皇
- ノワール
- フルメタル・パニック!
- 魔法戦士リウイ（ジーニ）
- ラーゼフォン（エルフィ・ハディヤット）

2004年
- アキハバラ電脳組（豪徳寺じゅん）
- アクエリアンエイジ Sign for Evolution
- あずまんが大王（榊）
- キノの旅（老婦人、女性入国審査官、若い日のおばあさん）
- クロノクルセイド（リゼール）
- シスター・プリンセス（山神眞深美）
- 鋼の錬金術師（イズミ・カーティス）
- PEACE MAKER鐵（山崎歩）

2005年
- E'S OTHERWISE（マリア）
- 学校の怪談（宮ノ下敬一郎）
- サムライガン（紅）
- ダイバージェンス・イヴ（ルクサンドラ・フレイル）
- 神魂合体ゴーダンナー!!（シャドウ）
- 白鯨伝説（セイラ）
- 爆裂天使
- プリンセスチュチュ（エデル）
- フルメタル・パニック? ふもっふ（常盤恭子）
- MADLAX（リメルダ・ユルグ）
- まぶらほ（伊庭かおり）

2006年
- 円盤皇女ワるきゅーレ（真田さん ）
- シャドウスキル -影技-テレビ版 （フォウリンクマイヤー＝プラズマタイザー）
- トリニティ・ブラッド（ノエル・ポゥ）
- ぱにぽにだっしゅ!（メソウサ）

2007年
- うたわれるもの（ソポク）
- 円盤皇女ワるきゅーレ 十二月の夜想曲（真田さん）
- コヨーテ ラグタイムショー（アンジェリカ・バーンズ）
- 009-1（トニー）

2010年
- セキレイ（鴉羽）
- 鋼の錬金術師 FULLMETAL ALCHEMIST（イズミ・カーティス）
- ONE PIECE （少年時代の サンジ）

2012年
- Sekirei: Pure Engagement （鴉羽）

### 劇場アニメ
2004年
- あずまんが大王（榊）

2008年
- ベクシル 2077日本鎖国（マリア）

### OVA
2004年
- ナースウィッチ小麦ちゃんマジカルて（女神マヤ）

2005年
- けっこう仮面（けっこう仮面）

2007年
- 円盤皇女ワるきゅーレ 星霊節の花嫁（真田さん）
  - 円盤皇女ワるきゅーレ 時と夢と銀河の宴（真田さん）

### 吹き替え
2003年
- ガメラ3 邪神覚醒（朝倉美都〈山咲千里〉）

2004年
- イエスタデイ 沈黙の刻印（メイ〈キム・ソナ〉）

2005年
- オー!マイキー（バーバラ・フーコン）
- 仄暗い水の底から（淑美の保母）

2007年
- オトシモノ（青沼八重子）

### 短編映画
2005年
- アフター・トワイライト（ジェン・フレイザー）

### 本人出演
2007年
- アニメ・デッサン・レボリューション

## 参加作品
2005年
- エリア88（ADR台本）
- 学校の怪談（ADR台本）

2006年
- ぱにぽにだっしゅ!（ADRディレクター、ADR台本）

2007年
- うたわれるもの（ADRディレクター、ADR台本）
- 極上生徒会（ADRディレクター、ADR台本）
- MOONLIGHT MILE（ADRディレクター、ADR台本、プロデューサー）